# Cerro Ñanduá
El Cerro Ñanduá es un montículo o elevación del Departamento Central de la República del Paraguay, se encuentra situado en la jurisdicción del municipio de Itá, en las cercanías del límite con el distrito de Yaguarón (Paraguay) y el Departamento de Paraguarí. Su pico es de 225 metros sobre el nivel del mar. Pertenece al grupo de cerros de la Cordillera del Ybytypanemá.

## Ubicación
25°33′39″S 57°20′32″O / -25.56083, -57.34222